# Los héroes del sitio de Zaragoza
Los héroes del sitio de Zaragoza es un cortometraje español mudo en blanco y negro de 1903 dirigido por Segundo de Chomón. La película presenta a tres de los héroes nacionales del primer Sitio de Zaragoza de 1808 durante la Guerra de la Independencia Española.

## Trama
La película se compone de tres escenas introducidas por intertítulos:
Escena 1: la Condesa de Bureta
Una sala de estar. Un hombre y una mujer empuñan sus armas, alerta. De pronto, un grupo de hombres armados irrumpe y abre fuego desde las ventanas. El tiroteo estalla; algunos de ellos caen, abatidos por disparos que llegan desde el exterior.
Escena 2: El tío Jorge
Un patio con una puerta en arco. Detrás de una barricada improvisada, un grupo de hombres armados discute, mientras algunas mujeres se acercan para traerles comida. De pronto, soldados irrumpen corriendo desde detrás de la cámara y abren fuego contra otros soldados que avanzan desde el otro lado de la puerta. Los invasores alcanzan la barricada, pero los defensores, animados por un hombre que se alza firme sobre la trinchera, logran rechazarlos y derrotarlos.
Escena 3: Agustina de Aragón
Un cañón, operado por dos hombres, apunta fuera de las murallas de la ciudad. El estruendo de los disparos resuena mientras varios hombres caen abatidos. Entonces, una mujer irrumpe en escena; al contemplar los cuerpos sin vida, toma el control del cañón y dispara, desatando una densa nube de humo que cubre el campo de batalla. Cuando la niebla se disipa, un grupo de hombres surge entre las ruinas, celebrando la victoria. En lo alto de las murallas la mujer iza una bandera, símbolo del triunfo alcanzado.

## Producción
Hay opiniones divergentes sobre cuándo se rodó esta película, habiéndose mencionado las fechas de 1901, 1903 o 1905. Réjane Hamus-Vallée sostiene que no hay ninguna prueba que apoye que Chomón hubiese dirigido alguna película antes de 1903. Considera que esta película es la más antigua de entre las películas dirigidas por Chomón que se conservan y que probablemente fue la primera producida por los productores Macaya & Marro.
Por otra parte, el estilo de la película, con escenas de un solo plano y cámara frontal estática, parece indicar que fue rodada antes de la película de Chomón de 1904 El heredero de Casa Pruna, que incluye escenas de múltiples planos y panorámicas de cámara.

## Importancia histórica
La película presenta a tres célebres héroes de la resistencia española contra la invasión napoleónica:
María de la Consolación Azlor, Condesa de Bureta, creó y dirigió el Cuerpo de Amazonas, un cuerpo especial femenino que proporcionaba socorro a los heridos y suministraba víveres y municiones a los combatientes. Además, convirtió su palacio en un hospital y tomó las armas en momentos de peligro. Jorge Ibor y Casamayor, conocido como el Tío Jorge tuvo un papel mayor en la defensa de Zaragoza. La ciudad dio su nombre a un parque de la ciudad en 1958.
Agustina Raimunda María Saragossa Doménech, conocida como Agustina de Aragón, fue una activa defensora de la ciudad que se hizo famosa por una acción en particular: el 15 de junio de 1808, el ejército francés asaltó el Portillo, una antigua puerta de entrada a la ciudad defendida por una batería heterogénea de viejos cañones y una unidad de voluntarios muy superada en número. Agustina, llegando a las murallas con una cesta de manzanas para alimentar a los artilleros, vio cómo los defensores cercanos caían bajo las bayonetas francesas.
Las tropas españolas rompieron filas, habiendo sufrido grandes bajas, y abandonaron sus puestos. Con las tropas francesas a pocos metros de distancia, la propia Agustina corrió hacia adelante, cargó un cañón y encendió la mecha, destrozando una oleada de atacantes a quemarropa. Esta acción ha sido objeto de una estatua monumental erigida en Zaragoza y de varias pinturas, que han inspirado el diseño del decorado de la película.

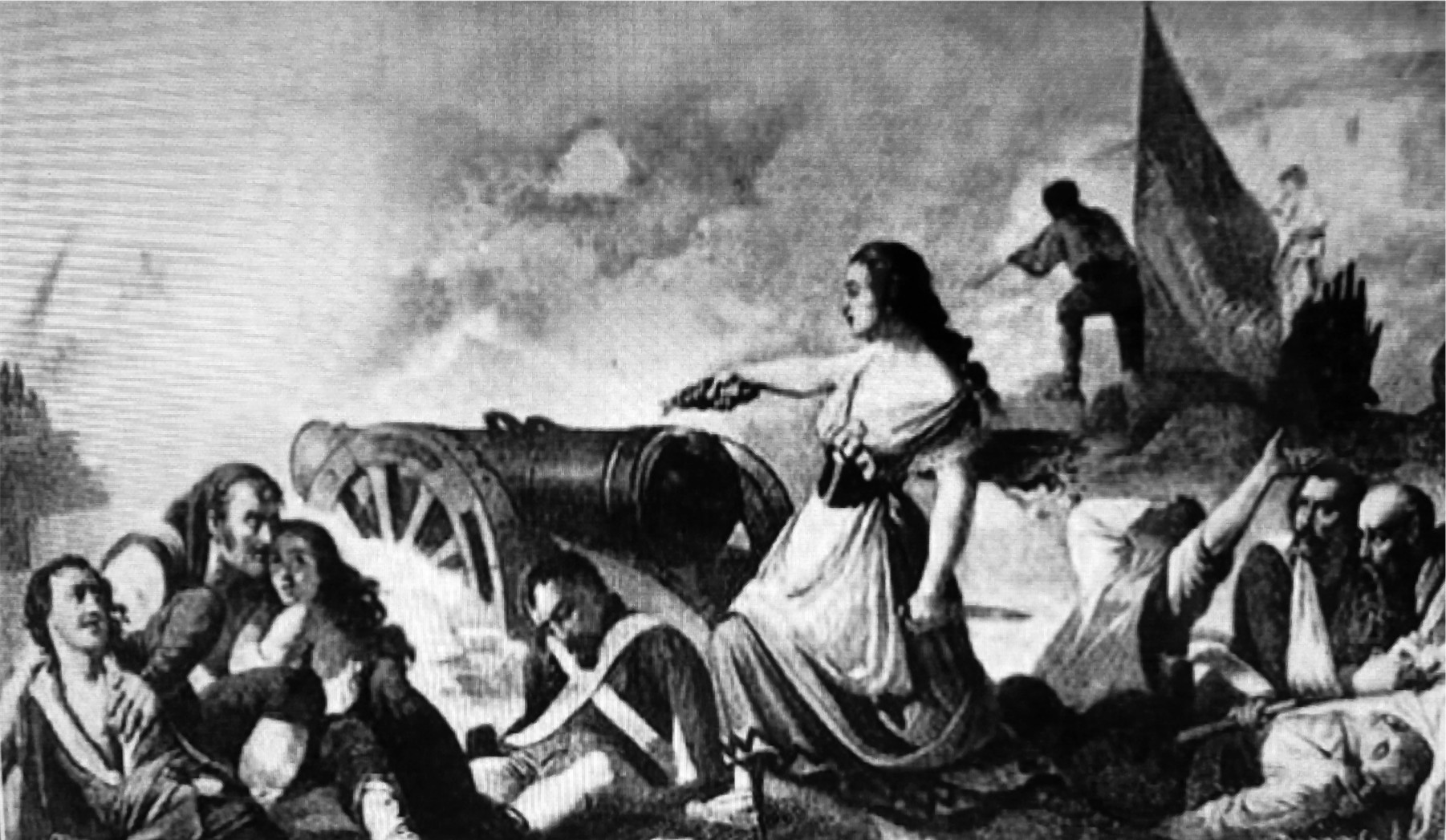
Pintura de Miguel Navarro Cañizares de los Sitios de Zaragoza
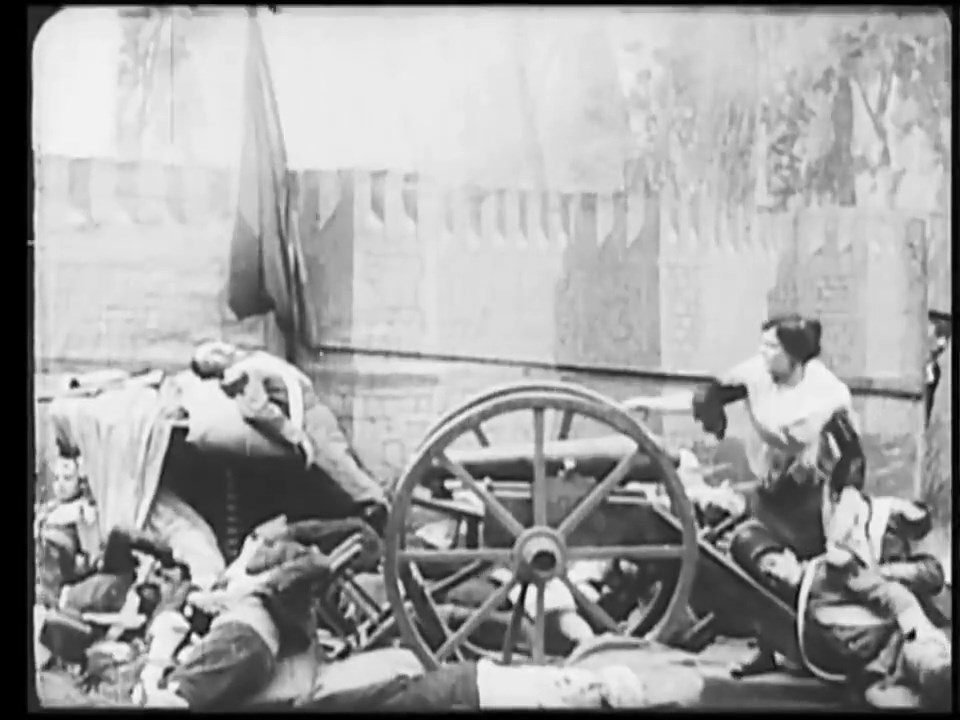
Escena 3 de la película.